# Кирюшин Ігор Володимирович
Ігор Володимирович Кирюшин (нар. 19 листопада 1958, село Фрунзе, Сакський район, Автономна Республіка Крим) — український політик. Народний депутат України 3-го скликання.

## Життєпис
Здобув освіту у Київському політехнічному інституті (1981), за спеціальністю інженер-електрик, «Електропривод та автоматизація промислово устаткування»;
Та у Житомирському інженерно-технологічному інституті (2001), за спеціальністю економіст з бухгалтерського обліку і аудиту, «Облік і аудит».
- 09.1975–03.1981 — студент, Київський політехнічний інститут.
- 07.1981–12.1988 — інженер, Дослідне КТБ Ін-ту електрозварювання ім. Є.Патона АНУ.
- 12.1988–08.1991 — інженер-технолог, Інститут електрозварювання ім. Є.Патона АНУ.
- 08.1991–04.1994 — заступник директора, МП «Мегасервіс», м. Київ.
- 05.-10.1993 — радник з екологічної безпеки, АТ «Мегасервіс».
- 11.1993–04.1998 — консультант, радник з екологічної безпеки, віце-президент, підприємство з іноземними інвестиціями «Шелтон», м.Київ.
- 12.2002–01.2005 — референт Президента України.
- 04.-06.2005 — радник Прем'єр-міністра України.
- 07.2005–09.2006 — заступник генерального директора, заступник голови правління, 09.-10.2006 — виконувач обов'язків голови правління, 10.2006-06.2009 — голова правління, ВАТ «Укртранснафта».
- 06.2009-03.2011 — заступник Міністра палива та енергетики України. Потім — директор Департаменту з питань нафтової, газової, торф'яної, нафтопереробної промисловості та альтернативних видів палива, Міністерство енергетики та вугільної промисловості України

## Політична діяльність
Народний депутат України 3 скликання 04.1998-04.2002 від ПЗУ, № 11 в списку. На час виборів: віце-президент підприємства «Шелтон», співголова Ради імпортерів та експортерів нафти та нафтопродуктів, чл. ПЗУ. Член комітету з питань паливно-енергетичного комплексу, ядерної політики та ядерної безпеки (з 07.1998), член фракції ПЗУ (з 05.1998).
Член Ради підприємців при КМ України (09.1997-02.2000).
Заступник Міністра палива та енергетики України. Потім — директор Департаменту з питань нафтової, газової, торф'яної, нафтопереробної промисловості та альтернативних видів палива, Міністерство енергетики та вугільної промисловості України (06.2009-03.2011).